# Pichelsdorf
Pichelsdorf è una località del quartiere Wilhelmstadt di Berlino. È un piccolo centro abitato, posto fra il grande asse della Heerstraße e un'ampia ansa del fiume Havel (la Scharfe Lanke).

## Storia
Citato per la prima volta nel 1375, il piccolo borgo di pescatori fu interessato nel XIX secolo da insediamenti industriali.
Già comune autonomo, venne annessa nel 1920 alla "Grande Berlino", venendo assegnata al distretto di Spandau.